# LeFruMarin
LeFruMarin SRL este o societate (companie) și un grup din România cu capital integral privat, înființată în 1991, în centrul țării, în Municipiul Săcele, Județul Brașov, fiind producător sub brand propriu și exportator. Actualmente, în 2021, societatea are ca domeniu de activitatea: producția de preparate din carne sub brand propriu în fabrica din Municipiul Săcele, comerțul en-gros și en-detail, având o rețea proprie de 14 magazine și o rețea de distribuție. LeFruMarin are în portofoliu carne proaspătă, mezeluri, mici, lactate, specialități sub brand propriu și alte produse de larg consum de la diverși producători; acestea fiind listate în magazinele proprii. LeFruMarin deține o rețea de 14 magazine proprii, este prezent și în hipermarketul Auchan România, cât și aproape în toată țara prin intermediul rețelei proprii de distribuție. Magazinele proprii sunt în județele Brașov și Sibiu. Celelalte, prin intermediul rețelei proprii de distribuție sunt în județele: Covasna, Harghita, Mureș, Cluj, Alba, Dolj, Argeș, Dâmbovița, Prahova, București, Ialomița, Buzău, Bacău, Constanța, Tulcea, Vrancea, Vaslui și Satu Mare.
Grupul LeFruMarin este format din societățile LeFruMarin SRL (producție), LeFruMarin 2000 (abator în Micloșoara), LeFruMarin Market (rețeaua de magazine proprii).
Număr de angajați în 2021: aproximativ 200 conform listafirme.ro.
Cifra de afaceri:
- în 2020: 44 654 594 lei
- în 2019: 45 053 471 lei
- în 2018: 46 579 662 lei

Venit net:
- în 2020: -8 805 204 lei
- în 2019: -405 828 lei
- în 2018: +1 436 148 lei

Misiunea
Aceasta este: „Mezeluri de calitate”, iar sloganul conform site-ului propriu: „Specialități din Brașov”

## Istoric
Conform paginii de facebook, în 1991 apare primul magazin LeFruMarin, în 1997 prima fabrică de mezeluri a grupului LeFruMarin, în anul 2000 Abatorul de carne proaspătă din Micloșoara, în 2001 s-a dat startul distribuției în 24 de județe, în 2006 a apărut a doua fabrică LeFruMarin pe strada Avram Iancu în Săcele, în 2009 s-a dat startul la export, în 2012 a apărut Hanul Domnesc în locul primei fabrici și toată producția s-a mutat pe Avram Iancu în Săcele în a doua locație construită, devenind astfel singura locație unde există și astăzi fabrica.